# Wereldbeker rodelen 2009/2010
De wereldbeker rodelen in het seizoen 2009/2010 (officieel: Viessmann Luge World Cup 2009/2010) ving aan op 20 november en eindigde op 31 januari. Daarna volgde met de Olympische Spelen in het Canadese Vancouver het hoogtepunt van het rodelseizoen.
De wereldbeker omvat drie disciplines, individueel bij de mannen en vrouwen en dubbel bij de mannen, en wordt georganiseerd door de FIL. Dit seizoen omvatte de competitie acht individuele wedstrijden en vijf teamwedstrijden.
Titelverdedigers zijn de Italianen Armin Zöggeler (individueel) en Christian Oberstolz / Patrick Gruber (dubbel) bij de mannen en Duitse Tatjana Hüfner bij de vrouwen. Duitsland won in het seizoen 2008/2009 het landenklassement.
Bij de mannen individueel veroverde Armin Zöggeler voor de vijfde opeenvolgende keer de eindzege in de wereldbeker en zijn negende in totaal. Het was zijn dertiende podiumplaats in het eindklassement. De Rus Albert Demtsjenko nam voor de derde keer plaats op dit podium. In 2005 veroverde hij de wereldbeker, in 2008 werd hij derde en dit jaar eindigde hij op de tweede plaats. De Duitser Felix Loch op plaats drie betrad voor het eerst het eindpodium van de wereldbeker.
Op de dubbelslee veroverden de Duitsers André Florschütz / Torsten Wustlich voor het eerst de WB-eindzege. Het was hun vijfde podiumplaats, in 2001, 2004 en 2005 werden ze tweede en in 2006 derde. Hun landgenoten en voormalige eindwinnaars (2002, 2004-2008) op plaats twee, Patric Leitner / Alexander Resch eindigden voor de elfde keer op het erepodium. De titelverdedigers, Christian Oberstolz / Patrick Gruber, eindigden dit jaar op plaats drie, het was hun zevende klassering in de top drie.
Bij de vrouwen individueel was het eindpodium een kopie van de eindstand in 2009. Tatjana Hüfner veroverde voor de derde keer op rij de eindzege. Ze werd op het podium geflankeerd door haar landgenten Natalie Geisenberger op plaats twee en Anke Wischnewski op plaats drie.
Namens België nam de geboren Oostenrijkse Katrin Heinzelmaier in de tweede wereldbekerwedstrijd te Igls deel bij de vrouwen, haar negen punten deden haar op een 47e plaats in de eindrangschikking belanden.

## Wereldbekerpunten
In elke wereldbekerwedstrijd zijn afhankelijk van de behaalde plaats een vast aantal punten te verdienen. De rodelaar met de meeste punten aan het eind van het seizoen wint de wereldbeker. De top 24 bij de solisten en de top 20 bij de dubbel na de eerste run gaan verder naar de tweede run, de overige deelnemers krijgen hun punten toegekend op basis van hun klassering na de eerste run. De onderstaande tabel geeft de punten per plaats weer.
| Plaats | 1   | 2  | 3  | 4  | 5  | 6  | 7  | 8  | 9  | 10 | 11 | 12 | 13 | 14 | 15 | 16 | 17 | 18 | 19 | 20 | 21 | 22 | 23 | 24 | 25 | 26 | 27 | 28 | 29 | 30 | 31 | 32 | 33 | 34 | 35 | 36 | 37 | 38 | 39 | 40+ |
| Punten | 100 | 85 | 70 | 60 | 55 | 50 | 46 | 42 | 39 | 36 | 34 | 32 | 30 | 28 | 26 | 25 | 24 | 23 | 22 | 21 | 20 | 19 | 18 | 17 | 16 | 15 | 14 | 13 | 12 | 11 | 10 | 9  | 8  | 7  | 6  | 5  | 4  | 3  | 2  | 1   |

## Mannen individueel

### Uitslagen
| Datum | Plaats          | Eerste            | Tweede            | Derde              |
| --- | --------------- | ----------------- | ----------------- | ------------------ |
| 21/11/2009                                                                                                 | Calgary         | Armin Zöggeler    | David Möller      | Albert Demtsjenko  |
| 29/11/2009                                                                                                 | Igls            | Armin Zöggeler    | Wilfried Huber    | Viktor Kneib       |
| 05/12/2009                                                                                                 | Altenberg       | Felix Loch        | Armin Zöggeler    | Albert Demtsjenko  |
| 13/12/2009                                                                                                 | Lillehammer     | Albert Demtsjenko | Armin Zöggeler    | Felix Loch         |
| 03/01/2010                                                                                                 | Königssee       | Albert Demtsjenko | Armin Zöggeler    | David Möller       |
| 09/01/2010                                                                                                 | Winterberg      | Armin Zöggeler    | Albert Demtsjenko | David Möller       |
| 17/01/2010                                                                                                 | Oberhof         | Andi Langenhan    | Johannes Ludwig   | Jan-Armin Eichhorn |
| 23 t/m 24 januari 2010: Europese kampioenschappen rodelen 2010 in Sigulda (telt niet mee voor wereldbeker) |                 |                   |                   |                    |
| 30/01/2010                                                                                                 | Cesana Torinese | Armin Zöggeler    | Felix Loch        | Johannes Ludwig    |
| 13 t/m 17 februari 2010: Olympische Spelen 2010 in Vancouver (telt niet mee voor wereldbeker)              |                 |                   |                   |                    |

### Eindstand
| #  | Naam               | Land | Punten |
| -- | ------------------ | ---- | ------ |
| 1  | Armin Zöggeler     | ITA  | 705    |
| 2  | Albert Demtsjenko  | RUS  | 534    |
| 3  | Felix Loch         | GER  | 484    |
| 4  | David Möller       | GER  | 462    |
| 5  | Reinhold Rainer    | ITA  | 372    |
| 6  | Johannes Ludwig    | GER  | 366    |
| 7  | Jan-Armin Eichhorn | GER  | 347    |
| 8  | Andi Langenhan     | GER  | 340    |
| 9  | Tony Benshoof      | USA  | 310    |
| 10 | Viktor Kneib       | RUS  | 309    |

## Mannen dubbel

### Uitslagen
| Datum | Plaats          | Eerste                             | Tweede                                    | Derde                                     |
| --- | --------------- | ---------------------------------- | ----------------------------------------- | ----------------------------------------- |
| 20/11/2009                                                                                                 | Calgary         | Patric Leitner Alexander Resch     | André Florschütz Torsten Wustlich         | Christian Oberstolz Patrick Gruber        |
| 28/11/2009                                                                                                 | Igls            | Patric Leitner Alexander Resch     | André Florschütz Torsten Wustlich         | Andreas Linger Wolfgang Linger            |
| 05/12/2009                                                                                                 | Altenberg       | André Florschütz Torsten Wustlich  | Peter Penz Georg Fischler                 | Christian Oberstolz Patrick Gruber        |
| 12/12/2009                                                                                                 | Lillehammer     | Andreas Linger Wolfgang Linger     | Christian Oberstolz Patrick Gruber        | Gerhard Plankensteiner Oswald Haselrieder |
| 02/01/2010                                                                                                 | Königssee       | Tobias Wendl Tobias Arlt           | André Florschütz Torsten Wustlich         | Andreas Linger Wolfgang Linger            |
| 09/01/2010                                                                                                 | Winterberg      | Christian Oberstolz Patrick Gruber | Gerhard Plankensteiner Oswald Haselrieder | Patric Leitner Alexander Resch            |
| 16/01/2010                                                                                                 | Oberhof         | André Florschütz Torsten Wustlich  | Tobias Wendl Tobias Arlt                  | Patric Leitner Alexander Resch            |
| 23 t/m 24 januari 2010: Europese kampioenschappen rodelen 2010 in Sigulda (telt niet mee voor wereldbeker) |                 |                                    |                                           |                                           |
| 30/01/2010                                                                                                 | Cesana Torinese | Tobias Wendl Tobias Arlt           | Christian Oberstolz Patrick Gruber        | Patric Leitner Alexander Resch            |
| 13 t/m 17 februari 2010: Olympische Spelen 2010 in Vancouver (telt niet mee voor wereldbeker)              |                 |                                    |                                           |                                           |

### Eindstand
| #  | Naam                                        | Land | Punten |
| -- | ------------------------------------------- | ---- | ------ |
| 1  | André Florschütz / Torsten Wustlich         | GER  | 592    |
| 2  | Patric Leitner / Alexander Resch            | GER  | 570    |
| 3  | Christian Oberstolz / Patrick Gruber        | ITA  | 547    |
| 4  | Tobias Wendl / Tobias Arlt                  | GER  | 519    |
| 5  | Andreas Linger / Wolfgang Linger            | AUT  | 519    |
| 6  | Gerhard Plankensteiner / Oswald Haselrieder | ITA  | 336    |
| 7  | Andris Šics / Juris Šics                    | LAT  | 329    |
| 8  | Christian Niccum / Dan Joye                 | USA  | 317    |
| 9  | Tobias Schiegl / Markus Schiegl             | AUT  | 312    |
| 10 | Mark Grimmette / Brian Martin               | USA  | 295    |

## Vrouwen individueel

### Uitslagen
| Datum | Plaats          | Eerste               | Tweede               | Derde                |
| --- | --------------- | -------------------- | -------------------- | -------------------- |
| 21/11/2009                                                                                                 | Calgary         | Tatjana Hüfner       | Natalie Geisenberger | Anke Wischnewski     |
| 28/11/2009                                                                                                 | Igls            | Natalie Geisenberger | Tatjana Hüfner       | Anke Wischnewski     |
| 06/12/2009                                                                                                 | Altenberg       | Tatjana Hüfner       | Natalie Geisenberger | Anke Wischnewski     |
| 13/12/2009                                                                                                 | Lillehammer     | Tatjana Hüfner       | Natalie Geisenberger | Erin Hamlin          |
| 02/01/2010                                                                                                 | Königssee       | Tatjana Hüfner       | Natalie Geisenberger | Stefanie Sieger      |
| 10/01/2010                                                                                                 | Winterberg      | Natalie Geisenberger | Tatjana Hüfner       | Erin Hamlin          |
| 16/01/2010                                                                                                 | Oberhof         | Tatjana Hüfner       | Anke Wischnewski     | Natalie Geisenberger |
| 23 t/m 24 januari 2010: Europese kampioenschappen rodelen 2010 in Sigulda (telt niet mee voor wereldbeker) |                 |                      |                      |                      |
| 31/01/2010                                                                                                 | Cesana Torinese | Natalie Geisenberger | Tatjana Hüfner       | Erin Hamlin          |
| 13 t/m 17 februari 2010: Olympische Spelen 2010 in Vancouver (telt niet mee voor wereldbeker)              |                 |                      |                      |                      |

Belgische deelname
| Naam                | WB #1 | WB #2 | WB #3 | WB #4 | WB #5 | WB #6 | WB #7 | WB #8 |
| ------------------- | ----- | ----- | ----- | ----- | ----- | ----- | ----- | ----- |
| Katrin Heinzelmaier |       | 32e   |       |       |       |       |       |       |

### Eindstand
| #  | Naam                 | Land | Punten |
| -- | -------------------- | ---- | ------ |
| 1  | Tatjana Hüfner       | GER  | 755    |
| 2  | Natalie Geisenberger | GER  | 710    |
| 3  | Anke Wischnewski     | GER  | 509    |
| 4  | Erin Hamlin          | USA  | 447    |
| 5  | Nina Reithmayer      | AUT  | 383    |
| 6  | Carinna Martini      | GER  | 368    |
| 7  | Alex Gough           | CAN  | 316    |
| 8  | Veronika Halder      | AUT  | 304    |
| 9  | Alexandra Rodionova  | RUS  | 298    |
| 10 | Natalia Jakoesjenko  | UKR  | 265    |
|    |                      |      |        |
| 47 | Katrin Heinzelmaier  | BEL  | 9      |

## Landenwedstrijd
De landenwedstrijden vinden plaats in de vorm van een soort estafette, waarbij de volgende rodelslee van het team pas van start mag gaan als de voorgaande rodelslee is gefinisht, de startvolgorde verschild per wedstrijd:
WB #1 en #2: enkelslee man, enkelslee vrouw, dubbelslee mannen
WB #3, #4 en #5: enkelslee vrouw, enkelslee man, dubbelslee mannen

### Uitslagen
| Datum | Plaats     | Eerste    | Tweede           | Derde            |
| --- | ---------- | --------- | ---------------- | ---------------- |
| 29/11/2009                                                                                                 | Igls       | Canada    | Oostenrijk       | Letland          |
| 06/12/2009                                                                                                 | Altenberg  | Duitsland | Verenigde Staten | Canada           |
| 03/01/2010                                                                                                 | Königssee  | Duitsland | Oostenrijk       | Canada           |
| 10/01/2010                                                                                                 | Winterberg | Duitsland | Oostenrijk       | Verenigde Staten |
| 17/01/2010                                                                                                 | Oberhof    | Duitsland | Oostenrijk       | Italië           |
| 23 t/m 24 januari 2010: Europese kampioenschappen rodelen 2010 in Sigulda (telt niet mee voor wereldbeker) |            |           |                  |                  |
| 13 t/m 17 februari 2010: Olympische Spelen 2010 in Vancouver (telt niet mee voor wereldbeker)              |            |           |                  |                  |

### Eindstand
| #  | Land               | Punten | Deelnemers |
| -- | ------------------ | ------ | --- |
| 1  | Duitsland *        | 400    | Natalie Geisenberger, Tatjana Hüfner, David Möller, Felix Loch, Johannes Ludwig Patric Leitner / Alexander Resch, Tobias Wendl / Tobias Arlt                             |
| 2  | Oostenrijk         | 395    | Nina Reithmayer, Reinhard Egger, Daniel Pfister, Wolfgang Kindl Andreas Linger / Wolfgang Linger, Peter Penz / Georg Fischler                                            |
| 3  | Canada             | 341    | Alex Gough, Regan Lauscher, Samuel Edney, Jeff Chistie Chris Moffat / Mike Moffat                                                                                        |
| 4  | Letland            | 310    | Maija Tīruma, Guntis Rēķis, Mārtiņš Rubenis, Andris Šics / Juris Šics |
| 5  | Verenigde Staten * | 270    | Erin Hamlin, Bengt Walden, Tony Benshoof, Chris Mazdzer Matthew Mortensen / Preston Griffall, Christian Niccum / Dan Joye, Mark Grimmette / Brian Martin                 |
| 6  | Rusland            | 247    | Alexandra Rodionova, Tatjana Ivanova, Albert Demtsjenko, Vladislav Joesjakov / Vladimir Makhnutin Pavel Kuzmich / Boris Kuryschkin, Michail Kuzmich / Stanislav Mikhejev |
| 7  | Slowakije          | 223    | Veronika Sabolová, Jana Šišajová, Jozef Ninis, Inars Kivlenieks Ján Harniš / Branislav Regec                                                                             |
| 8  | Oekraïne *         | 137    | Natalia Jakoesjenko, Lilia Ludan, Maryna Halaydzhyan, Andrij Mandzij Igor Kozak, Andrij Kis / Jurij Haiduk                                                               |
| 9  | Roemenië           | 123    | Raluca Stramaturaro, Valentin Cretu, Cosmin Chetriou / Ionut Taran |
| 10 | Italië *           | 120    | Sandra Gasparini, Armin Zöggeler, David Mair Christian Oberstolz / Patrick Gruber, Gerhard Plankensteiner / Oswald Haselrieder                                           |
| 11 | Tsjechië *         | 119    | Petra Kaprasová, Ondřej Hyman, Jakub Hyman, Luboš Jíra / Matěj Kvíčala, Lukas Broz / Antonin Broz                                                                        |
| -  | Polen *            | 0      | Ewelina Staszulonek, Maciej Karowski, Filip Romanski / Jakub Kowaleski                                                                                                   |

* Duitsland: Leitner/Resch 1e WB gediskwalificeerd
* Verenigde Staten: Tony Benshoof 3e WB gediskwalificeerd
* Oekraïne: Kis/Haiduk 3e WB niet gefinisht
* Italië: Sandra Gasparini 1e + 3e WB niet gefinisht; Plankensteiner/Haselrieder 4e WB gediskwalificeerd
* Tsjechië: Petra Kaprasová 4e WB gediskwalificeerd
* Polen: Ewelina Staszulonek 1e WB gediskwalificeerd
1977/1978 · 
1978/1979 · 
1979/1980 · 
1980/1981 · 
1981/1982 · 
1982/1983 · 
1983/1984 · 
1984/1985 · 
1985/1986 · 
1986/1987 · 
1987/1988 · 
1988/1989 · 
1989/1990 · 
1990/1991 · 
1991/1992 · 
1992/1993 · 
1993/1994 · 
1994/1995 · 
1995/1996 · 
1996/1997 · 
1997/1998 · 
1998/1999 · 
1999/2000 · 
2000/2001 · 
2001/2002 · 
2002/2003 · 
2003/2004 · 
2004/2005 · 
2005/2006 · 
2006/2007 · 
2007/2008 · 
2008/2009 · 
2009/2010 ·
2010/2011 ·
2011/2012 ·
2012/2013 ·
2013/2014 ·
2014/2015 ·
2015/2016 ·
2016/2017 ·
2017/2018 ·
2018/2019 · 
2019/2020 ·
2020/2021 ·
2021/2022 ·
2022/2023 ·
2023/2024 ·
2024/2025
Alpineskiën ·
Biatlon ·
Bobsleeën ·
Freestyleskiën ·
Langlaufen ·
Noordse combinatie ·
Rodelen ·
Schaatsen (junioren) ·
Schansspringen ·
Shorttrack ·
Skeleton ·
Snowboarden